# سانتوس نافارو
سانتوس نافارو (بالإسبانية: Santos Navarro) (20 نوفمبر 1990 بسانتا كروز دي لا سييرا في بوليفيا - ) هو لاعب كرة قدم بوليفي في مركز الوسط. لعب مع نادي ريال بوتوسي ونادي بلومينغ.

## وصلات خارجية
- سانتوس نافارو على موقع قاعدة بيانات كرة القدم.إي يو (الإنجليزية)
- سانتوس نافارو على موقع Soccerway.com (الإنجليزية)